# تورا بورا (مسلسل)
تورا بورا مسلسل كويتي درامي إنتاج 2015 هو من نوع مسلسلات الإثارة والحركة اكشن. المسلسل من بطولة سعد الفرج وأسمهان توفيق وخالد أمين.

## قصة المسلسل
الشاب الصغير (طارق) يقتنع بالفكر الجهادي المتطرف، ويسافر إلى (أفغانستان) بعد أن يقنعه بعض المتطرفين بذلك ؛ ليلتحق بتنظيم (طالبان) . إثر أن يكتشف والداه ذلك، يسافران خلفه إلى (تورا بورا) بـ(أفغانستان) ليبحثا عنه، ويعيداه إلى بيته سالمًا، بعدما فقدوا كل أثر له، وفي (أفغانستان) يشهد الوالدان التغيرات الخطيرة التي ألمت بهذه المنطقة المشتعلة من العالم أثناء رحلتهما خلف ولدهما المفقود .

### الممثلون
| بطولة             |
| ----------------- |
| سعد الفرج         |
| خالد امين         |
| أسمهان توفيق      |
| فهد العبد المحسن  |
| عبد الله الطراروة |
| عبد الله الزيد    |
| فيصل العميري      |
| جاسم النبهان      |

## الإنتاج
إنتاج شركة سي سكاي بكتشرز - c sky pictures المنتج والمخرج وليد العوضي

### التصوير
تم التصوير ما بين دولة الكويت والمغرب وألمانيا.. بنظام سينمائي حديث من فرق كويتي ومغربي وإيطالي وإسباني.